# Procuraduría Federal de Protección al Ambiente
La Procuraduría Federal de Protección al Ambiente (PROFEPA) de México, es el organismo encargado del cuidado y preservación del medio ambiente en todo el país, al igual que la inspección y vigilancia del cumplimiento de leyes para la protección ambiental. La PROFEPA es un órgano desconcentrado de la Secretaría de Medio Ambiente y Recursos Naturales (SEMARNAT).
Normalmente se realizan cateos para la protección de especies salvajes, recursos naturales y territorios protegidos (área protegida).

## Historia
La Procuraduría Federal de Protección al Ambiente, PROFEPA, surge a partir del requisito de ocuparse y contrarrestar el  desgaste al medio ambiente en México. Enfocándose no solo en las ciudades sino también a las diferentes regiones naturales con la que cuenta el país, como lo son sus costas, desiertos, selvas y bosques originando que el Gobierno Federal implementara políticas públicas relacionadas con el medio ambiente para así constituir un organismo que tuviera entre sus facultades, la contaminación al aire y al suelo, la preservación de los recursos naturales y el regular las actividades industriales riesgosas.
Por esto mismo desde el 4 de junio de 1992 se publicó en el Diario Oficial de la Federación el Reglamento Interior de la Secretaría de Desarrollo Social (SEDESOL) la creación jurídica de la "Procuraduría Federal de Protección al Ambiente (PROFEPA)", como un órgano administrativo desconcentrado, con autonomía técnica y operativa, sin embargo, algunos estiman que la falta de instrumentos legales específicos podría limitar las acciones de la procuraduría y dificultar la protección adecuada de los animales.
En 2025 firma un acuerdo con Mercado Libre para impedir el tráfico ilegal de especies silvestres.

## Procuradores Federales
| Procurador                        | Periodo                                           |
| --------------------------------- | ------------------------------------------------- |
| Santiago Oñate Laborde            | 4 de junio de 1992 - 18 de octubre de 1993        |
| Mariano Palacios Alcocer          | 18 de octubre de 1993 - 16 de marzo de 1994       |
| Miguel Limón Rojas                | 16 de marzo de 1994 - 30 de noviembre de 1994     |
| Antonio Azuela de la Cueva        | 1 de diciembre de 1994 - 30 de noviembre de 2000  |
| José Ignacio Campillo García      | 1 de diciembre de 2000 - 2 de septiembre de 2003  |
| José Luis Luege Tamargo           | 2 de septiembre de 2003 - 23 de junio de 2005     |
| Ignacio Loyola Vera               | 24 de junio de 2005 - 17 de diciembre de 2007     |
| Patricio José Patrón Laviada      | 18 de enero de 2008 - 26 de enero de 2011         |
| Hernando Guerrero Cázares         | 16 de febrero de 2011 - noviembre de 2012         |
| Francisco Alejandro Moreno Merino | 3 de diciembre de 2012 - 30 de noviembre de 2013  |
| Guillermo Haro Bélchez            | 1 de diciembre de 2013 - 30 de noviembre de 2018  |
| Blanca Alicia Mendoza Vera        | 1 de diciembre de 2018 - 30 de septiembre de 2024 |
| Mariana Boy Tamborrell            | 1 de octubre de 2024 - En el cargo                |

## Controversias
En abril de 2023, PROFEPA estuvo en el ojo público debido a la polémica decisión de cortar los aguijones a mantarrayas en Sonora para proteger a los turistas. Este acto generó indignación y críticas por parte de ambientalistas y la sociedad en general. La medida fue tomada por una funcionaria de la institución, y se argumentó que tenía como objetivo prevenir posibles accidentes en las playas. La mutilación de cientos de rayas fue denunciada en varios medios de comunicación, generando debates sobre la ética y la efectividad de estas acciones.
También en 2023, la PROFEPA fue objeto de demandas por parte de activistas ambientales, quienes solicitaban que se autorizaran leyes de rescate animal y se reforzaran las medidas de protección medioambiental.